# Antimo di Gerusalemme
Antimo (in greco Άνθιμος?, Ánthimos; 1717/1718 – Costantinopoli, 22 novembre 1808) è stato il patriarca greco-ortodosso di Gerusalemme tra il 1788 e il 1808.

## Biografia
Nacque nel 1717 (o secondo altre fonti nel 1718) da una famiglia araba della Mesopotamia. Da bambino andò a Gerusalemme, dove crebbe nella Confraternita del Santo Sepolcro. Ricevette un'eccellente istruzione alla Scuola Teologica di Gerusalemme sotto la guida del metropolita James Patmios e del metropolita Tolemaide e in seguito del patriarca Sofronio. Parlava fluentemente greco, arabo, turco e persiano.
Fu un distinto ecclesiastico, per le sue virtù e la sua educazione. Fu segretario della Confraternita del Santo Sepolcro, dal 1765 fu a capo della Scuola di Gerusalemme e ricoprì l'incarico di primo protosincello del Patriarcato. Si adoperò nel campo dell'istruzione pubblicando libri, rafforzando la predicazione e supportando le scuole esistenti o fondandone di nuove. Rafforzò significativamente la Scuola di Gerusalemme, che operava dai tempi del patriarca Partenio.
Nel 1774 fu eletto metropolita di Scitopoli e nel 1787 metropolita di Cesarea.
Il 4 novembre 1788 fu eletto Patriarca di Gerusalemme dopo le dimissioni in suo favore dell'anziano patriarca Procopio. Durante il suo Patriarcato, secondo l'usanza del tempo, visse principalmente a Costantinopoli. Antimo godette del favore speciale del sultano Selim III (1789-1807), che rafforzò significativamente la posizione degli ortodossi nella lotta per l'occupazione dei santuari della Palestina.
Dopo la guerra russo-turca, venne firmato un trattato tra Russia e Turchia, e la Russia si riconobbe nuovamente come protettrice dei cristiani d'Oriente. Nel 1795, approfittando della relativa prosperità economica del Patriarcato, Antimo organizzò il restauro di monasteri in rovina a Gerusalemme, del Patriarcato, di Santa Caterina, di Sant'Eutimio, e fece decorare la chiesa dei Santi Costantino ed Elena.
Negli anni successivi (1797-1781), ebbe luogo in Egitto la campagna di Napoleone Bonaparte. Il riconoscimento della Russia come protettrice dei cristiani e l'invasione di Napoleone in Palestina fecero ribellare i musulmani e peggiorarono la posizione dei cristiani palestinesi. I turchi rinchiusero nuovamente nel tempio mille cristiani (diverse centinaia di ogni confessione) e li liberarono solo dopo che i francesi si erano ritirati.
Antimo affrontò anche problemi nei pellegrinaggi, come i tentativi degli armeni di occupare il Golgota, la grotta di Betlemme e il tempio del Getsemani, nonché il tentativo dei latini di occupare il tempio del Getsemani, che portò all'occupazione della vicina grotta. Nel 1799-1800 e nel 1803, i Greci di Gerusalemme si scontrarono con gli Armeni e nel 1804 con i Cattolici, scontri che portarono all'incendio della Chiesa della Resurrezione il 30 settembre 1808.
Pare che la notizia dell'incendio non sia giunta ad Antimo, morto il 10 novembre 1808 (secondo il calendario giuliano) a Costantinopoli. Prima della sua morte, fu in grado di negoziare con il sultano Mahmud II per garantire i diritti ancestrali dei greci in Palestina, così come affermati dai suoi predecessori.